# Carles Amill i Ferrari

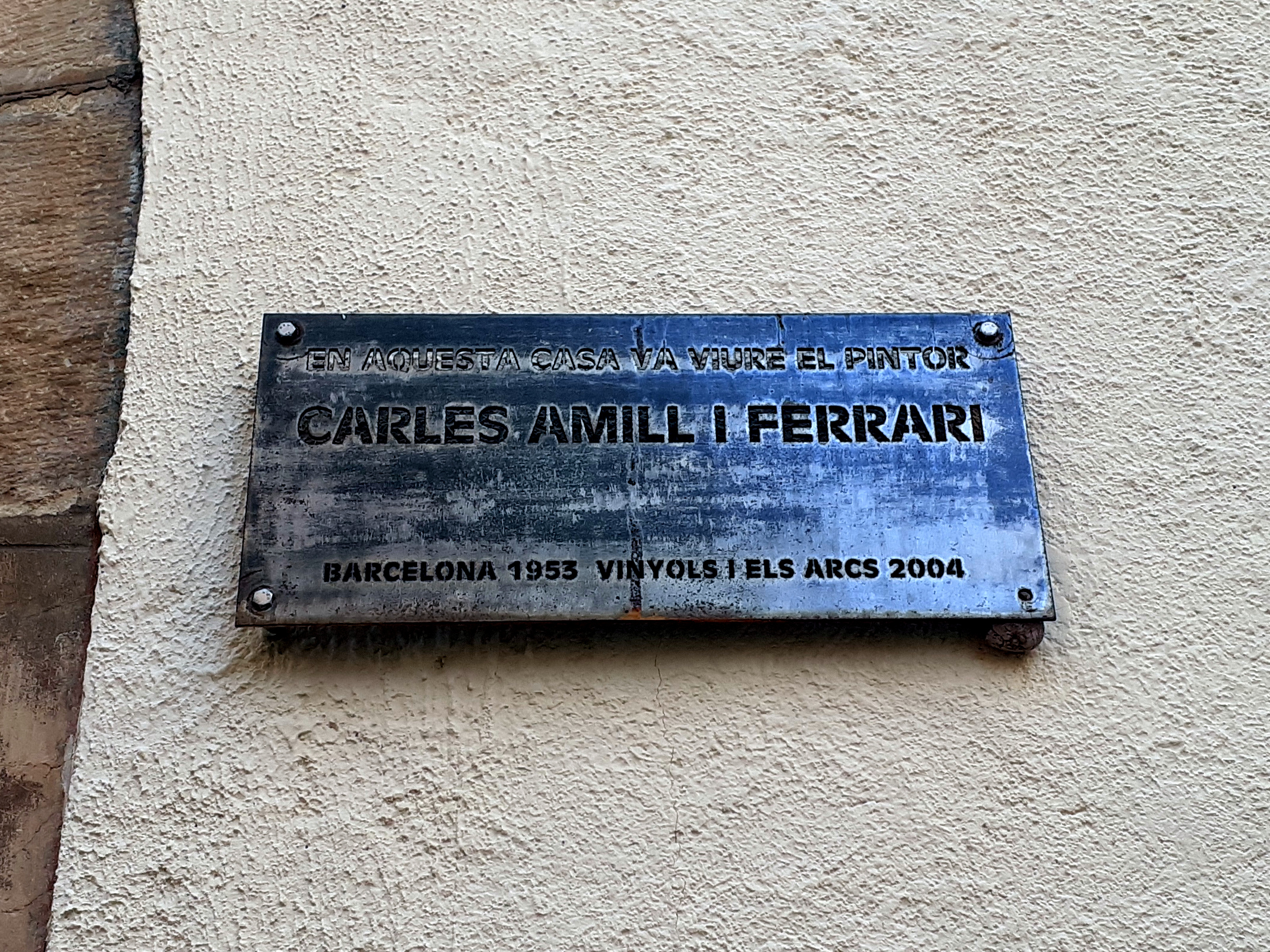
Placa a la casa de Vinyols i els Arcs en que visqué l'artista

Carles Amill (Barcelona, 30 d'octubre del 1953 - Reus, 20 d'abril del 2004) va ser un artista i pintor català.
Va estudiar a la Salle de Gràcia, i es va llicenciar en tècniques pictòriques a la Reial Acadèmia Catalana de Belles Arts de Sant Jordi. Es va dedicar a l'ensenyament de l'art i va obtenir una plaça de professor a l'Escola-Taller d'Art de Reus. Al voltant d'aquesta Escola, va tenir lloc un moviment cultural i artístic que va influenciar l'art que s'estava fent al Camp de Tarragona. Hi van participar, a més de Carles Amill, sobretot alumnes i professors de l'Escola, i també artistes plàstics vinculats als nous corrents artístics, com ara Joan Rom, Aureli Ruiz, Montserrat Cortadellas, Francesc Vidal, Albert Macaya, Marcel Pey, Albert Arnavat, Salvador Juanpere, Manel Llauradó, Glòria Musté, Jordi Abelló, Anna Martínez, Joan Duran, Josep Borrell, Dolors Escardó, Cinta Juncosa, Josep Maria Padrol, Carles Fargas, Isabel Granollers, Manel Margalef, Joan Casals, Anton Roca o Joaquim Chancho.
L'any 1986 va marxar a Mèxic amb una beca, i a finals d'aquell any va anar a viure a Nova York, amb la seva dona, l'Elena Padrell. Des d'Estats Units anava i venia a Catalunya, i el 1990 va guanyar el primer premi del XI Saló d'Arts Plàstiques del Baix Camp.
Als Estats Units va treballar a la Hispanic Society of America de Nova York, on va treballar estudiant el materials i colors i els procediments pictòrics dls artistes contemporanis i dels clàssics. Va marxar de Nova York per anar a Delaware, on va conèixer la vida rural cosa que va influir en la seva concepció de l'art.
L'any 1998 torna a Barcelona, on segueix pintant i treballant, i es dedica a la restauració. Entre altres quadres, va restaurar la col·lecció de retaules gòtics que l'advocat Pedrol Rius havia donat a la ciutat de Reus. El 1999 realitza una exposició retrospectiva que anava dels anys 1989 al 1999 al Museu de Reus, amb un catàleg molt acurat redactat per Pere Anguera Es trasllada a viure a Vinyols i els Arcs el mateix any 1999 on va establir el seu estudi. El 2002, va anar a viure a una casa situada al carrer del Tinent Rei número 2.
Va morir el 20 d'abril de 2004, víctima d'un càncer cerebral. La seva dona, Elena Pradell, va catalogar tota la seva obra, i va obrir una sala, l'Espai Art Amill a Vinyols i els Arcs, un lloc sense ànim de lucre destinat a divulgar l'obra de Carles Amill, a més d'una Associació Carles Amill i d'una pàgina web om explica l'obra de l'artista i les activitats que es fan al seu entorn.
L'any 2019 al Centre de Lectura es va presentar l'exposició Vanitas Mundi, amb obres que havia creat a estats Units, una exposició comissariada pel seu fill Josep Amill, una exposició que ja havia presentat l'autor a Delaware.
El periodista Jordi Cervera va posar text a un dietari amb molts dibuixos que Amill havia fet durant un viatge pels Estats Units, i on només havia utilitzat pintallavis de diferents colors i textures. En va sortir un llibre titulat Pintallavis, publicat per l'editorial El Mèdol l'any 1991.

## Obres de o sobre Carles Amill
- Parcerisas, Pilar. Carles Amill : l'art de significar les coses [Catàleg d'exposició]. Valls: Museu de Valls, 1990.[8]
- Amill, Carles [dibuixos]; Brossa, Joan [text]. Amill [Catàleg d'exposició]. Reus: Centre de Lectura, 1984.[9]
- Focs de tros Carles Amill: Museu d'Art Modern de Tarragona, 29 de març - 6 de maig, 2001 [catàleg d'exposició]. Tarragona: Museu d'Art Modern, 2001. ISBN 8488618964
- Salcedo Miliani, Antonio. L'art del segle XX a les comarques de Tarragona. Tarragona, La Diputació, 2001. ISBN 8495134756